# Dagvaardingsprocedure
Een dagvaardingsprocedure is een juridische procedure voor een rechtbank, die wordt gestart doordat de ene partij een dagvaarding uitbrengt tegen een andere partij. De ene partij wordt de eiser genoemd en de andere partij de gedaagde. 
De dagvaarding is een document waarin de eiser omschrijft wat hij of zij eist van de gedaagde, de gronden waar die eis op rust, en de wijze waarop en de termijn waarin de gedaagde kan reageren.  
De dagvaarding wordt over het algemeen aan de gedaagde overgebracht door een gerechtsdeurwaarder. Dat is van belang, omdat gegarandeerd moet worden dat de gedaagde de dagvaarding werkelijk (op tijd) ontvangt. De eiser moet dat ook kunnen aantonen, want anders zal de rechter de zaak niet eens inhoudelijk in behandeling nemen. 
In veel landen, waaronder Nederland en België, is de dagvaardingsprocedure de meest gangbare procedure in het civiele recht. 
Met de term dagvaardingsprocedure wordt gewoonlijk een civiele procedure bedoeld, hoewel ook een strafzaak kan beginnen met het uitbrengen van een dagvaarding aan de aangeklaagde. 
De details van de procedure verschillen per land. Zie voor de Nederlandse situatie: Dagvaardingsprocedure (Nederland).